# Louisa Martin
Mary Louisa "Mollie" Martin (3 de septiembre de 1865 - 24 de octubre de 1941) fue una tenista irlandesa. Fue considerada la mejor jugadora irlandesa de su época.

## Trayectoria
Martin comenzó a jugar al tenis en 1885 y pronto tuvo éxito en los torneos de Bath y Buxton. En 1898 participó en el Campeonato de Wimbledon por primera vez y, después de dos victorias y dos byes, llegó a la final de All-comers, pero fue derrotada en dos sets por Charlotte Cooper. No jugó en Wimbledon en 1899 y, al año siguiente, volvió a llegar a la final de All-Comer para enfrentarse a Cooper y volvió a perder. Su tercera y última participación en Wimbledon en 1901 también terminó con una derrota en la final de All-comers contra Cooper.
Martin ganó nueve títulos individuales en el Campeonato Irlandés de Tenis entre 1889 y 1903 y fue subcampeón en tres ocasiones. Ganó seis títulos individuales en el Campeonato del Norte, que se celebró alternativamente en Liverpool y Manchester.
Con Sydney H. Smith, ganó dos títulos de dobles mixtos en Wimbledon.
Fue miembro del Fitzwilliam Lawn Tennis Club en Dublín, que organizó los campeonatos irlandeses.

## Finales de gran slam

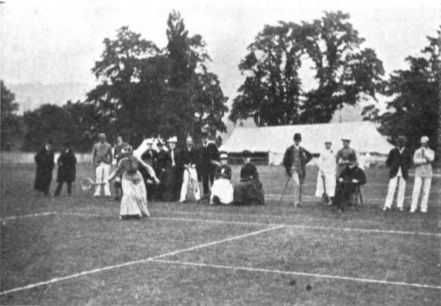
Martin en el torneo de Bath en 1885

### Individuales (1 finalista)
| Resultado | Año  | Campeonato | Superficie | Adversaria       | Puntuación |
| --------- | ---- | ---------- | ---------- | ---------------- | ---------- |
| Pérdida   | 1898 | Wimbledon  | Superficie | Charlotte Cooper | 4–6, 4–6   |